# گذرنامه اسلوونیایی

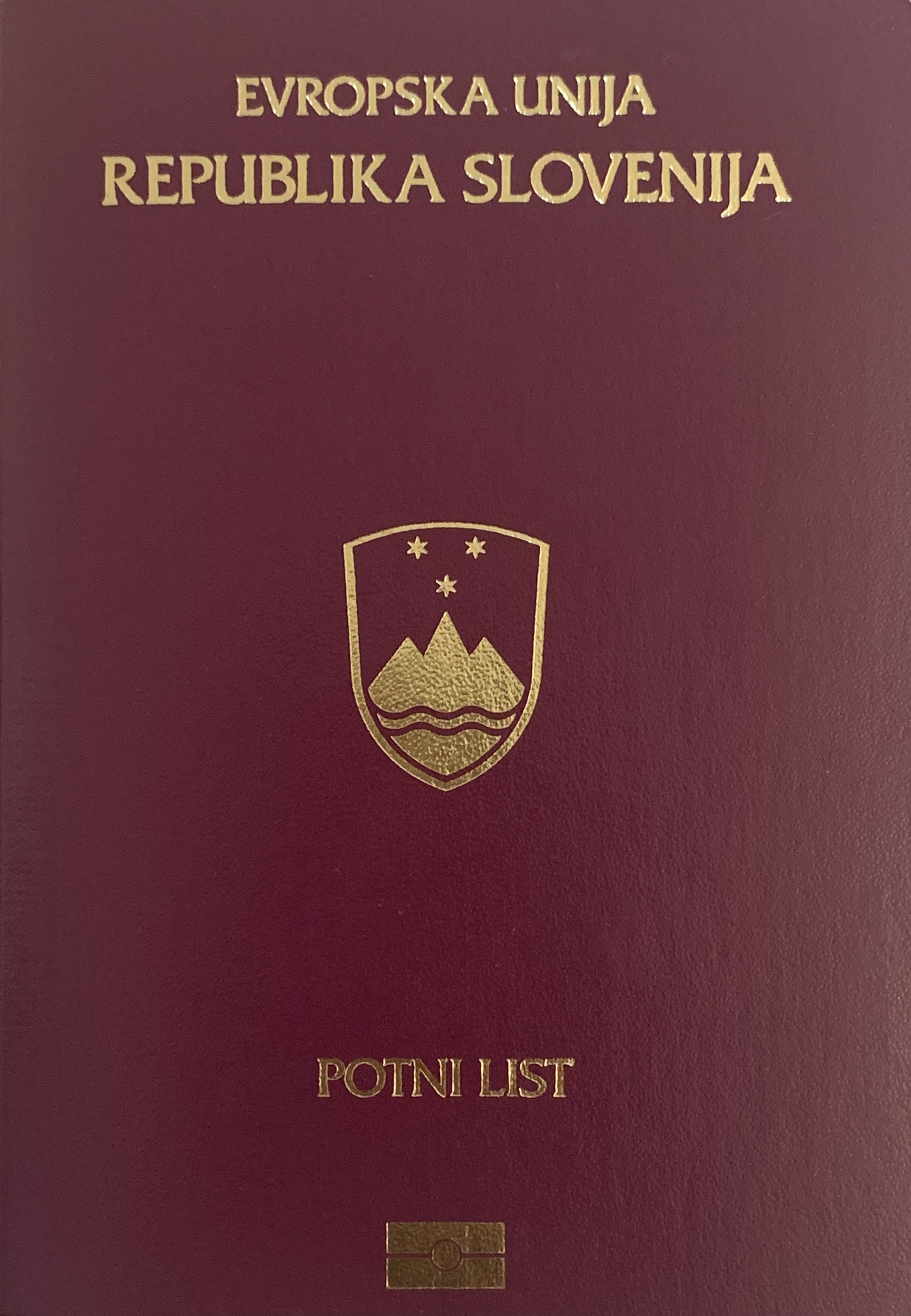
نمایی از یک‌نسخه گذرنامه اسلوونیایی در سال ۲۰۱۹

گذرنامهٔ اسلوونیایی یک مدرک سفر بین‌المللی است که توسط کشور اسلوونی صادر می‌شود و بنا بر داده‌های سال ۲۰۲۳، دارندگان آن می‌توانستند به ۱۸۴ کشور دیگر بدون دریافت ویزا سفر کنند یا ویزا در بدو ورود دریافت نمایند. این گذرنامه بر اساس رتبه‌بندی شاخص گذرنامهٔ هنلی در سال ۲۰۲۳ در رتبهٔ ۹ قرار داشت.